# Skrzynka (województwo dolnośląskie)

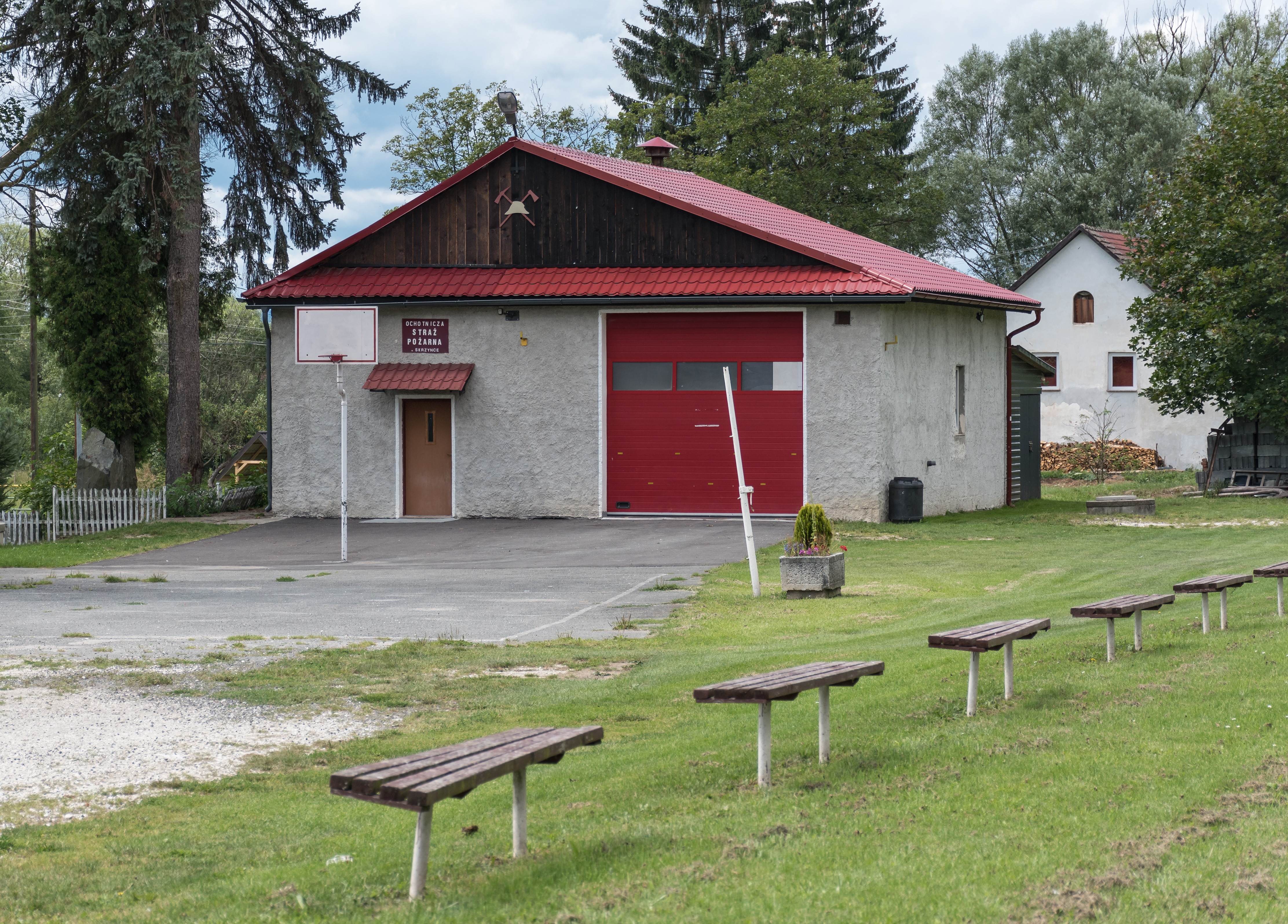
Remiza OSP

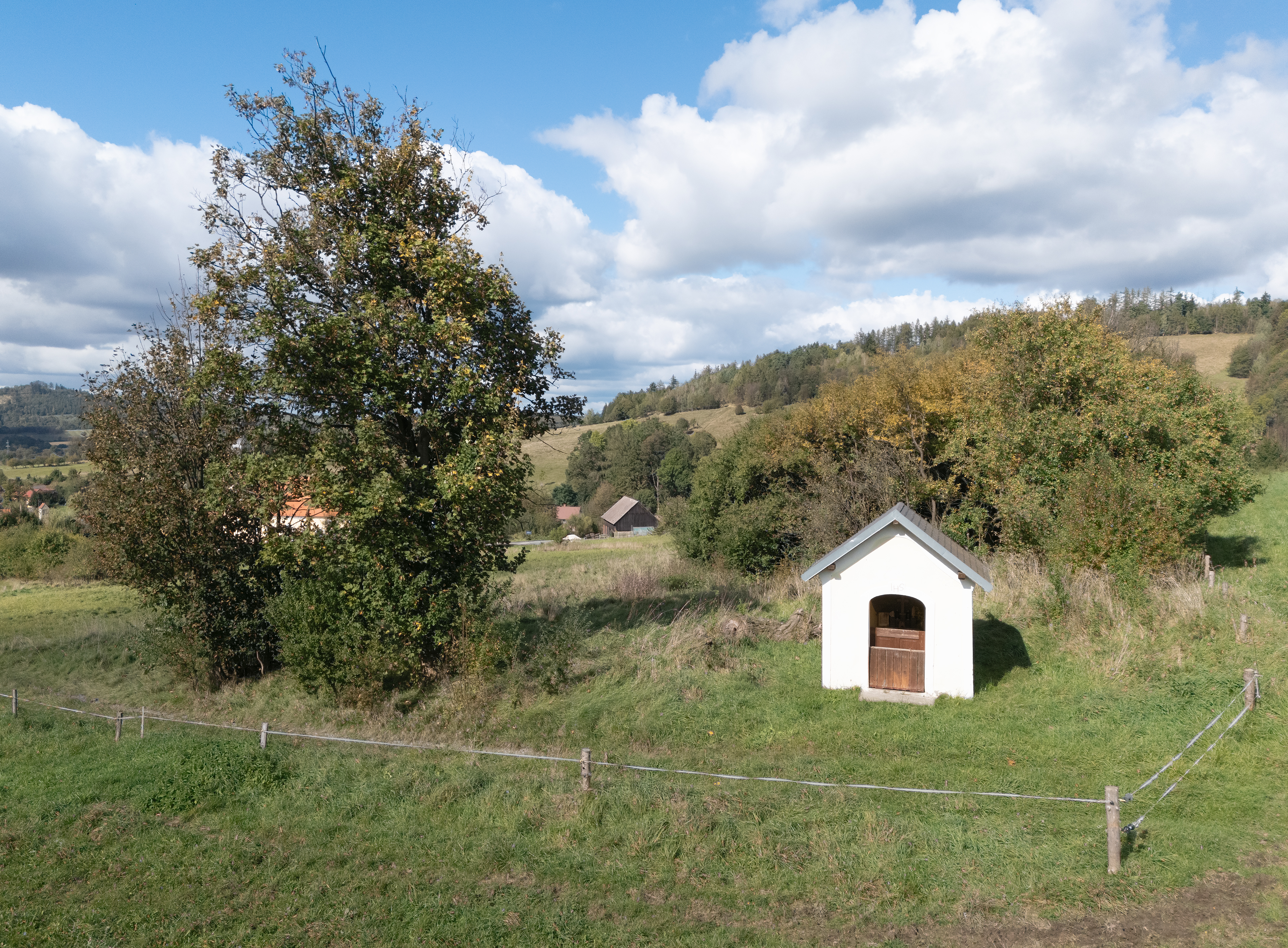
Kaplica domkowa w Skrzynce

Skrzynka (niem. Heinzendorf) – wieś w Polsce położona w województwie dolnośląskim, w powiecie kłodzkim, w gminie Lądek-Zdrój. 
W przeszłości do wsi należał przysiółek Chszczonów (niem. Ziegeldorf). Obecnie nazwa niestandaryzowana. W granicach wsi.

## Położenie
Skrzynka to długa wieś łańcuchowa leżąca w Górach Złotych, w dolinie Skrzynczany, na granicy z Doliny Białej Lądeckiej, na wysokości około 380–450 m n.p.m.
Od nazwy miejscowości pochodzi nazwa jednostki geologicznej – strefy Złoty Stok–Skrzynka; jest to podrzędne wydzielenie metamorfiku Lądka–Śnieżnika.

## Podział administracyjny
W latach 1975–1998 miejscowość położona była w województwie wałbrzyskim.

## Historia
Skrzynka powstała w XIV wieku, w roku 1360 przeszła na własność rodziny von Pannvitzów. W okresie tym istniał już we wsi kościół parafialny i wolne sędziostwo. Po wybuchu wojny trzydziestoletniej okoliczni chłopi zbuntowali się przeciwko przymusowemu wprowadzeniu katolicyzmu i wywołali niewielkie powstanie, które zostało krwawo stłumione. Pod Skrzynką w 1622 roku miała miejsce jedna z potyczek, w której zginęło 129 chłopów. W 1840 roku we wsi było kilka młynów wodnych i wytwórni oleju, tartak, cegielnia, wapiennik oraz składy piwa z browarów w Trzebieszowicach i we Wrocławiu. W połowie XIX wieku zlikwidowano tutejszą parafię i włączono Skrzynkę w obręb parafii w Trzebieszowicach.

Po 1945 roku Skrzynka pozostała typową wsią rolniczą, w 1978 roku było tu 67 gospodarstw rolnych, w 1988 roku ich liczba spadła do 59.

## Zabytki
Do wojewódzkiego rejestru zabytków wpisany jest:
- kościół św. Bartłomieja w Skrzynce, filialny, wzniesiony w połowie XVIII wieku, z wykorzystaniem murów poprzedniej XVI-wiecznej świątyni[7]. Jest to barokowa budowla jednonawowa z wielobocznym prezbiterium i masywną wieżą nakrytą cebulastym hełmem. We wnętrzu zachował się ołtarz z 1640 roku, pochodzący z poprzedniej świątyni, XVIII-wieczne rzeźby i ambona z początku XIX wieku[7].

## Kultura
Od 1978 roku w miejscowości działa ludowy zespół folklorystyczny Skrzynczanki.

## Osoby związane ze Skrzynką
- W Skrzynce urodził się polski himalaista Wojciech Kurtyka.
- Po 1945 roku w miejscowości osiedlił się pisarz Henryk Worcell[1].